# Гурин Дмитро Андріянович
Дмитро́ Андрія́нович Гурин (*26 жовтня 1889, Лавриківка — †5 квітня 1967, Бостон) — український військовий, громадський діяч; хорунжий, поручник Армії УНР, сотник (на еміграції). Відзначений Хрестом Симона Петлюри і Воєнного хреста.

## Життєпис
Народився в сім'ї Андріяна Мусійовича Гурина та Пріськи Артемівни (до шлюбу Лаврик).
Закінчив 4 класи міської школи. Служив у російській армії (1912-1917).
У грудні 1917 при 9-му Заамурському прикордонному полку в районі Сатанова на Поділлі було сформовано «курінь козаків-українців», у якому він служив до 23 січня 1918 року.
Відбував службу також у 1-му Луцькому пішому полку (Луцьк, 6 липня 1918 — 24 червня 1919).
У життєписі Дмитро Гурин зазначив:
| “За цей час 1-ий Луцький полк бере участь в багатьох боях, і весною 1919 року при відході з Волині на Поділля переформовується декілька разів, і одержав другі назви. 24 червня 1919 року поступаю юнаком до Житомирської Юнацької Школи. Брав участь у всіх боях, які вела школа. 16 листопаду 1919 року вирушив в складі Житомирської Юнацької Школи на фронт протів Деникинців. В бійці під Деражнею 18 листопаду попадаю в полон до Деникинців в складі цілої першої сотні Житомирської Школи, яка була окружена в селі Коржівцях Деникинцями. 24 листопаду утік з Деникинського полону до Винниці і перекривався у Галицькій армії, де хорів на тиф і лежав в шпиталі при 1-му Галицькому корпусі, а по виздоровленні від тифу перехожу до постанчеського відділу полковника Трутенка, який формувався по наказу Генерала Омельяновича-Павленка. З цим відділом прилучуюсь до армії УНР, яка була в запіллі, і з нею пробивався через большовицький фронт. В бійці 4 травня 1920 р. під час прориву біля с. Ольшанка був ранений в ліву руку з переломом кістки. По виздоровленні від ран у червні 1920 р. поступаю в Кам’янецьку Юнацьку Школу, в якій пробув до 24 жовтня 1923 року. За час мого перебування в Кам’янецькій Спільній Юнацькій Школі я брав участь у всіх боях, які вона вела до інтерновання...” |
Перебував у таборах Ланцута, Вадовиць і Каліша.
Закінчив Юнацьку школу.
Нелегально перейшов кордон із ЧСР (24 жовтня 1923).
До 1 липня 1924 р. «мав физичну працю», потім навчався на натуральних курсах у Йозефові.
Дійсний слухач гідротехнічного відділу інженерного факультету Української Господарської академії в Подєбрадах (1925-1929).
Захистивши диплом «з успіхом дуже добрим», здобув фах інженера-гідротехніка (липень 1930).
На еміграції в США.
Жертвував кошти на національну справу.
Відзначений Хрестом Симона Петлюри і Воєнним хрестом (1 березня 1963).
Похований на Українському православному цвинтарі Св. Андрія у Бавнд-Бруці.